# Новатијани
Новатијани или Новатијанци (грч. ναυατιανοι), или кафари или чисти (грч.  — „чист”) — расколнички покрет III—VII века, који је добио име по Новатијану, који се побунио против прихватања у Цркву оних који су претходно отпали од ње, што је дозволио епископ римски Корнилије.

### Историја
Присталице монтанистичких погледа придружили су се Новатијану, а потом и Новату, који је стигао из Картагине. Иако су у Новатовском расколу била супротна мишљења, она су била повезана жељом презвитера да се извуку из власти епископа. Уз активно учешће Новата, убрзо је дошло до формалног одвајања раскола од Римске цркве, поставили су Новатијана за епископа.
По Новатијановом учењу, пошто је Црква заједница светих, а сви који су пали и починили смртне грехе после крштења морају бити избачени из ње и ни у ком случају не могу бити враћени. Црква не може да опрости тешким грешницима; ако им опрости и прими их назад, онда и сама постаје нечиста, престаје да буде света. Новатијани нису примали грешнике у своје друштво, а они који су отпали од православне цркве примани су само поновним крштењем.
Супротстављене стране православних и новатијанаца у Риму обратиле су се за посредовање црквама Картагине, Александрије и Антиохије. Свети Кипријан Картагински и Дионисије Александријски оштро су се противили Новатијану, али је Фабије Антиохијски приклонио њему, понесен строгошћу његовог живота и његовим строгим захтевима.
Први никејски сабор, познат и као Први васељенски сабор, 325. године усвојио је 8. канон посвећен катарима, према овом канону, новатијански клирици је требало да се примају полагањем руку православних епископа или благословом. У исто време, епископи и презвитери катарски, уз сагласност православног епископа, када су на њих положене руке, постали су православни епископи и презвитери. Ако се, међутим, епископ-пријемник није сложио да примљени катарски епископ постане православни епископ, онда је у овом случају катарски епископ постао или хорепископ или презвитер. Лаодикијски сабор из 364. године у свом седмом канону помиње новатијане као јеретике и одређује њихово прихватање у Цркву кроз миропомазање. Василије Велики је, сврставајући јеретике у своју прву владавину, приписао катаре броју расколника. Први цариградски сабор 381. године у свом седмом канону поновио је седми канон Лаодикијског сабора о примању новатијана кроз миропомазање. Трулски сабор ће 692. године поновити исто правило о пријему новатијана у свом 95. канону.
Епископи васељенске цркве, уз подршку византијских царева, водили су репресивну политику против катара. На пример, око 400. године Јован Златоусти, враћајући се из Ефеса у Цариград, одузео је новатијанцима многе цркве и четрнаестодневице на путу
30. маја 428. године цар Теодосије II издаје указ којим се аријанцима, македонијевцима и аполинарцима забрањује да имају цркве у градовима, а новатијанцима и саватијанцима да обнављају или поправљају своје постојеће цркве; забрањени су било какви молитвени скупови у свим земљама Римског царства еуномијанцима, валентинијанцима, хидропарастатима, монтанистима и другима; и на крају манихејцима, „који су доспели до последње крајности зла, морају бити одасвуд протерани и подвргнути окрутним погубљењима”.
Новатијанска друштва су се ширила у Картагини, Александрији, Сирији, Малој Азији, Галији, Шпанији и постојала су до 7. века. Разлог за ширење и релативну истрајност новатијанског раскола лежи у строгости његових правила и у монтанистичкој привржености неких чланова Цркве спољашњим подвизима побожности.